# Have We Visitors From Space?

Hình ảnh minh họa về Quả cầu lửa màu xanh lá cây do vợ của chuyên gia thiên thạch Lincoln LaPaz tạo ra được giới thiệu trong bài viết đăng trên Tạp chí Life.

"Have We Visitors From Space?" (tạm dịch: Chúng ta có du khách đến từ không gian không?) là một bài viết về đĩa bay của H. B. Darrach Jr. và Robert Ginna xuất hiện trên tạp chí Life số ra ngày 7 tháng 4 năm 1952. Bài viết này rất đồng tình với giả thuyết cho rằng UFO có thể là sản phẩm của người ngoài hành tinh. Người ta tin rằng sự công khai xung quanh bài viết này đã góp phần gây ra biến cố UFO năm 1952, một làn sóng báo cáo tiếp theo vào mùa hè năm đó.

## Bối cảnh
Từ năm 1947 đến năm 1952, giới truyền thông và văn hóa đại chúng đã truyền tải những câu chuyện về "đĩa bay" và các vật thể bay không xác định khác. Những bản báo cáo bắt đầu vào mùa hè đầu tiên của Chiến tranh Lạnh, sau khi Mỹ công bố kế hoạch tái công nghiệp hóa châu Âu bất chấp sự phản đối của Liên Xô. Tháng 6 năm đó, Kenneth Arnold báo cáo đã chứng kiến nhiều vật thể lạ ở tiểu bang Washington; câu chuyện của ông được đưa tin trên toàn quốc, gây ra hàng trăm vụ trình báo bắt chước.:17-19 Tháng 1 năm 1948, báo chí tường thuật cái chết của một phi công Vệ binh Quốc gia bị rơi khi đang truy đuổi UFO.:31  Mùa hè năm đó, báo chí đưa tin về câu chuyện của hai phi công hãng hàng không thương mại báo cáo đã nhìn thấy một UFO phát sáng trên bầu trời Alabama.:40
Mùa thu năm 1949, tạp chí True cho đăng một bài viết có tựa đề "The Flying Saucers are Real" (Đĩa bay là có thật); vốn được cho là đã trở thành "một trong những bài viết tạp chí được đọc và thảo luận rộng rãi nhất trong lịch sử.":64  Năm sau, tác giả của bài viết đã mở rộng thành một cuốn sách cùng tên. Tháng 9 năm 1951, bộ phim The Day the Earth Stood Still được công chiếu với câu chuyện về một thực thể trên một chiếc đĩa bay hạ cánh xuống thủ đô của quốc gia nhằm đưa ra lời cảnh báo về chiến tranh hạt nhân.
Ginna đã dành hơn một năm để tiến hành nghiên cứu cho bài điều tra dài này. 
Vào mùa xuân năm 1951, Ginna bắt đầu liên hệ với văn phòng công vụ của Không quân Mỹ.:87  Ruppelt và cấp trên của ông là S.H. Kirkwood lần đầu tiên đọc nội dung của câu chuyện sắp tới khi họ tham dự cuộc họp của nhóm Civilian Saucer Investigators tại Los Angeles vào ngày 1 tháng 4. Sau khi biết được nội dung, Đại tá Kirkwood đã khuyên Ruppelt "Tốt hơn hết là chúng ta nên nhanh chóng quay lại Daytona; anh sẽ rất bận rộn đấy".:131-2 Ngày 2 tháng 4 năm 1952, hãng thông tấn Associated Press (AP) đưa tin về bài viết sắp tới, trong đó ghi lại tiêu đề và hầu hết các kết luận của bài viết này.

## Nội dung
Bài viết này được đăng trên tạp chí Life, tạp chí phổ biến nhất của Mỹ, số ra ngày 7 tháng 4 năm 1952; có hình Marilyn Monroe xuất hiện trên trang bìa.
Bài viết, quảng bá cho giả thuyết về người ngoài hành tinh, đã nêu chi tiết cụ thể mười sự kiện UFO mà các tác giả cho là "đáng tin cậy nhất":
1. Ngày 25 tháng 8 năm 1951, một đội hình ánh sáng trên bầu trời Lubbock đã được nhiều người nhìn thấy cũng như chụp ảnh nhiều lần.
2. Ngày 10 tháng 7 năm 1947, một nhà thiên văn học nổi tiếng sau này được xác định là Lincoln LaPaz đang đi du lịch từ Clovis đến Clines Corners cùng gia đình thì họ được cho là đã nhìn thấy một vật thể không xác định trên bầu trời.[9]
3. Lúc 10 giờ sáng ngày 24 tháng 4 năm 1949, năm kỹ thuật viên khinh khí cầu làm việc cho kỹ sư J. Gordon Vaeth của Văn phòng Nghiên cứu Hải quân đang chuẩn bị phóng khinh khí cầu Skyhook gần Arrey, New Mexico. Lúc 10 giờ 30 phút, chuyên gia khinh khí cầu của chính phủ tên gọi Charles B. Moore đã báo cáo rằng ông vừa chứng kiến một vật thể hình elip màu trắng không giải thích được qua một máy kinh vĩ. Các thành viên khác của phi hành đoàn đã xác nhận báo cáo này.[10][11]
4. Mùa hè năm 1948,[12] nhà thiên văn học Clyde W. Tombaugh, người phát hiện ra Sao Diêm Vương, đã báo cáo về một vụ chứng kiến UFO.
5. Mùa thu năm 1949, một sĩ quan Không quân giấu tên được giao nhiệm vụ "chỉ huy thiết bị radar giám sát một cơ sở nguyên tử nhất định" đã báo cáo về một phản hồi radar bất thường cho thấy "năm vật thể dường như là kim loại" đã bay qua phạm vi radar 300 dặm trong vòng chưa đầy bốn phút.
6. Ngày 29 tháng 5 năm 1951, ba nhà văn kỹ thuật[13] tại nhà máy của hãng North American Aviation ở Downey, bên ngoài Los Angeles được cho là đã chứng kiến những vật thể phát sáng giống như thiên thạch rẽ góc vuông trên bầu trời.
7. Ngày 20 tháng 1 năm 1951, sự kiện máy bay bí ẩn Sioux City có bản báo cáo về một chiếc máy bay cánh thẳng hình điếu xì gà không xác định.[14]
8. Ngày 18 tháng 2 năm 1952, ngay trước khi mặt trời mọc, nhiếp ảnh gia C.E. Redman đang trên đường đi chụp ảnh một đám cưới. Khi dừng lại ở đèn giao thông, ông được cho là đã tận mắt chứng kiến hai vật thể trên Hẻm núi Tijeras. Một nhân chứng thứ hai, W. S. Morris, cũng trình báo có nhìn thấy một vật thể lạ trên Tijeras.
9. Ngày 29 tháng 1 năm 1952, hai phi hành đoàn máy bay ném bom khác nhau của Mỹ ở Triều Tiên đã báo cáo về những luồng sáng không xác định trên Wosan và Suchon.
10. Ngày 2 tháng 11 năm 1951, 165 người quan sát nhìn thấy một quả cầu lửa "màu xanh lá cây kelly" trên bầu trời Arizona. Quả cầu lửa màu xanh lá cây đã được phát hiện trong khu vực này kể từ tháng 12 năm 1948. "Dự án Twinkle" được trang bị ba bộ máy kinh vĩ quang dự phòng trong nỗ lực thu thập dữ liệu khoa học về những quả cầu lửa. Nỗ lực này đã không thu thập được dữ liệu mong muốn.

Bài viết trích dẫn lời nhà khoa học tên lửa Walther Riedel, cựu giám đốc nghiên cứu của chương trình tên lửa tại Peenemunde, mà vào năm 1952 đang là nhà nghiên cứu cho nước Mỹ, nói rằng "Tôi hoàn toàn tin rằng chúng có cơ sở ngoài thế giới".:132 Riedel lập luận rằng các vật thể thể hiện các thao tác mà "chỉ phi công mới có thể thực hiện nhưng không phi công con người nào có thể chịu được". Nhà vật lý Maurice Anthony Biot đồng tình với kết luận này, nói rằng "Lời giải thích ít khó xảy ra nhất chính những thứ này là nhân tạo và được kiểm soát.... Từ lâu tôi vẫn cho rằng chúng có nguồn gốc ngoài Trái Đất".:132  Bài viết kết luận bằng cách bác bỏ lời xác nhận rằng các báo cáo về UFO là do công nghệ của Mỹ hoặc Nga, hiện tượng tâm lý, khinh khí cầu Skyhook hoặc sự biến dạng khí quyển liên quan đến hoạt động nguyên tử.

## Đón nhận và ảnh hưởng

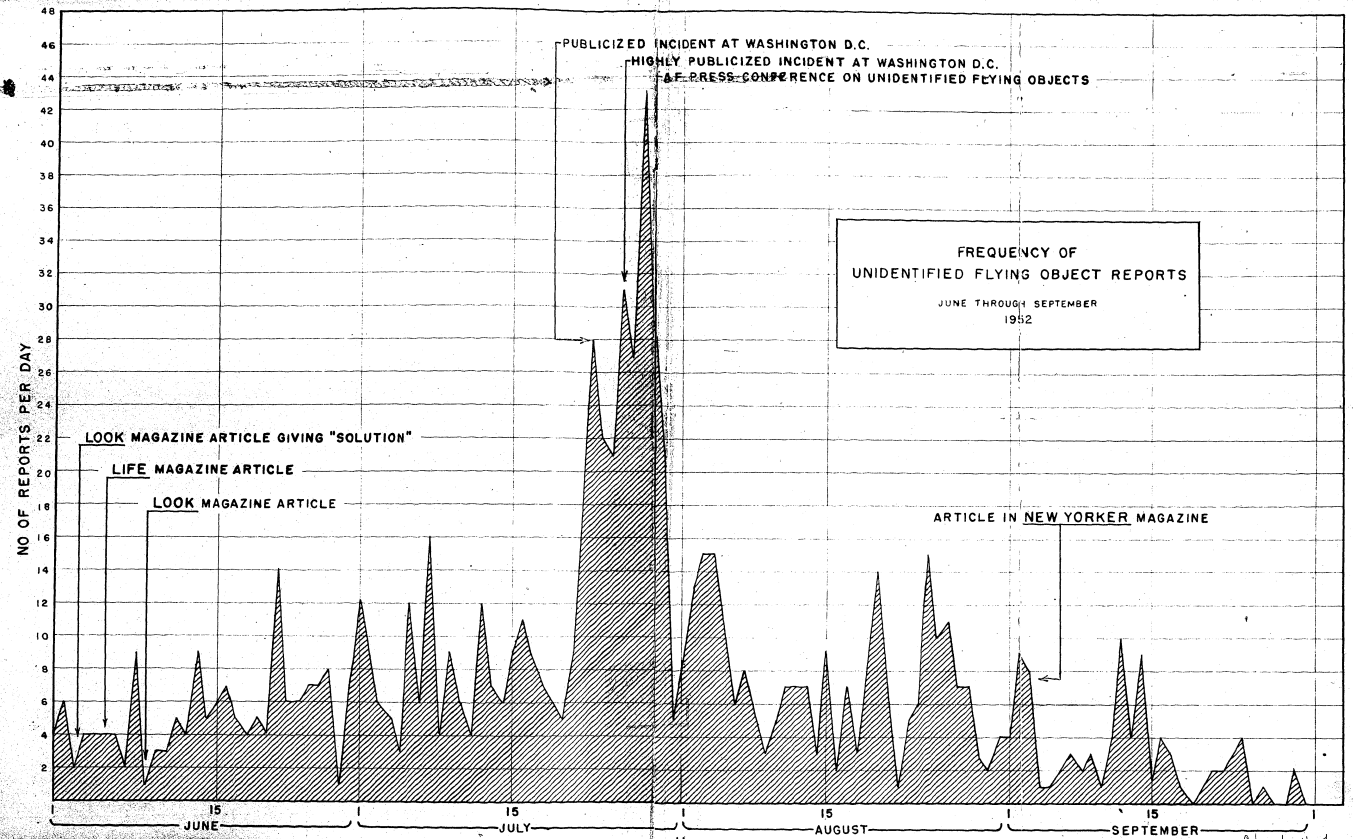
Một biểu đồ của Không quân Mỹ ghi nhận bài viết được tiếp nối từ một làn sóng báo cáo.

Những trích đoạn của bài viết này đã được đăng trên hơn 350 tờ báo. Văn phòng Thông tin Công cộng tại Lầu Năm Góc đã đưa ra một tuyên bố rằng "Bài viết có thông tin thực tế, nhưng kết luận của Life là của riêng họ".:132 Số ra ngày 28 tháng 4 của Life có đăng các lá thư gửi đến biên tập viên từ một số ít độc giả đề nghị chia sẻ những câu chuyện tương tự. Ngày 1 tháng 8, mạng lưới NBC đã phát sóng một tập phim We The People, do các biên tập viên của Life sản xuất, dành riêng cho đĩa bay; Redman, Morris, Riedel và Vinther đã được phỏng vấn.
Trong ấn bản tháng 10 năm 1952 của tờ American Mercury, Victor Black đã đưa tin rằng vụ nhìn thấy UFO tại "North American" là một trò đùa và lập luận rằng những người chứng kiến khác của ông là Ed J. Sullivan và Werner Eichler đang tìm cách kiếm lợi từ trò lừa bịp này bằng cách lập ra nhóm UFO Civilian Saucer Intelligence. Hai người đàn kia phủ nhận rằng đây là trò lừa bịp.  Kỹ sư Leon Davidson của Los Alamos "đã tin rằng mọi thứ về UFO đều là âm mưu của CIA", lập luận rằng bài báo của LIFE có một phần âm mưu nhằm thuyết phục công chúng về sự tồn tại của những vị khách ngoài hành tinh.
Những tuyên bố của LIFE đã bị bác bỏ trong The Report on Unidentified Flying Objects, cuốn sách xuất bản năm 1956 của nhà điều tra UFO bên phía Không quân Mỹ đã về hưu Edward J. Ruppelt, kể chi tiết về trải nghiệm của ông khi điều hành Dự án Blue Book.  Cuốn sách đó nhắc lại rằng "không có bằng chứng thực sự" nào chứng minh đĩa bay tồn tại—không có bức ảnh đáng tin cậy, không có "phần cứng". Trong cuốn sách xuất bản năm 1963 về UFO, nhà thiên văn học Donald Menzel đã nêu chi tiết nhiều sai sót trong bài viết; Ông lưu ý rằng trong khoảng mười câu, bài viết chứa ít nhất sáu phát biểu sai lệch.
Năm 1991, một hồi tưởng đã nhớ lại khi tạp chí Life hỏi độc giả "Chúng ta có du khách đến từ không gian không?" Viết vào năm 2010, tác giả và nhà bình luận về UFO James W. Moseley nhớ lại tác động của bài viết đối với ông khi còn nhỏ và lưu ý rằng ông vẫn còn giữ bản sao của bài viết đó. Jerome Clark nhớ rằng ông đã bị ảnh hưởng bởi bài viết hồi còn nhỏ. Tác giả Ken Hollings nhận xét rằng ảnh hưởng của tác phẩm đã được khuếch đại khi nó xuất hiện trên tạp chí Life;  Hollings viết:  "Tuy nhiên, điều khiến 'Have We Visitors from Space?' trở nên đen tối và đáng lo ngại không phải là việc Ginna đã tìm thấy một vài sĩ quan Không quân cấp cao tại Lầu Năm Góc sẵn sàng thừa nhận rằng họ nghĩ đĩa bay đến từ ngoài không gian.  Mà là họ sẵn sàng làm như vậy trên các trang tạp chí Life: một ấn phẩm vừa mới ra mắt và an toàn đến mức gần đây đã dám đăng một bức ảnh Tổng thống Truman mặc áo sơ mi Hawaii trên trang bìa".